# 腺叶扁刺蔷薇
腺叶扁刺蔷薇（学名：Rosa sweginzowii var. glandulosa）为蔷薇科蔷薇属下的一个变种。

## 扩展阅读
- 維基物種上的相關：腺叶扁刺蔷薇